# Independent Harmony
Independent Harmony – drugi album studyjny polskiej grupy muzycznej Division by Zero. Całość materiału została zmiksowana i wyprodukowana w ZED Studio. Album został wydany 5 kwietnia 2010 roku za pośrednictwem wytwórni ProgTeam.

## Lista utworów
(muz. Division by Zero, sł. Sławomir Wierny)
1. "Independent Harmony" - 07:31
2. "Wake Me Up" - 06:24
3. "Glass Face" - 06:42
4. "Not For Play" - 02:11
5. "Jin & Jang" - 04:49
6. "Don't Ask Me" - 07:28
7. "Intruder" - 07:18